# 위험한 보수
위험한 보수는 한국에서 제작된 설봉 감독의 1965년 영화이다. 장동휘 등이 주연으로 출연하였고 홍의선 등이 제작에 참여하였다.

## 출연

### 주연
- 장동휘
- 박노식
- 이민자

## 제작진
- 조명: 최의정
- 미술: 이명수